# Культураль Дуранго
Культураль Дуранго (баск. и исп. Cultural Durango) — испанский футбольный клуб из одноимённого города, в провинции Бискайя. Клуб основан в 1919 году, домашние матчи проводит на арене «Табира», вмещающей 3000 зрителей. В Примере и Сегунде команда никогда не выступала, лучшим результатом является 6-е место в Сегунда B в сезоне 1989/90.

## История
«Культураль Дуранго» впервые участвовал в Сегунде B в сезоне 1987/88, заняв по его окончании 8 место в первой группе. После этого команда в течение трёх сезонов оставалась в третьей по силе лиге Испании, но, завершив выступления на 18 месте в сезоне 1990/91, вылетела в Терсеру. С того момента «Культураль Дуранго» дважды возвращался в Сегунду B в сезонах 1995/96 и 2005/06, но по результатам этих сезонов отправлялась обратно в Терсеру.

## Сезоны по дивизионам
- Сегунда B — 7 сезонов
- Терсера — 41 сезонов
- Региональные лиги — 44 сезона